# Lajoux (Jura)
Lajoux é uma comuna francesa na região administrativa de Borgonha-Franco-Condado, no departamento de Jura. Estende-se por uma área de 23,65 km². Em 2010 a comuna tinha 286 habitantes (densidade: 12,1 hab./km²).